# Desarrollo de los nudibranquios

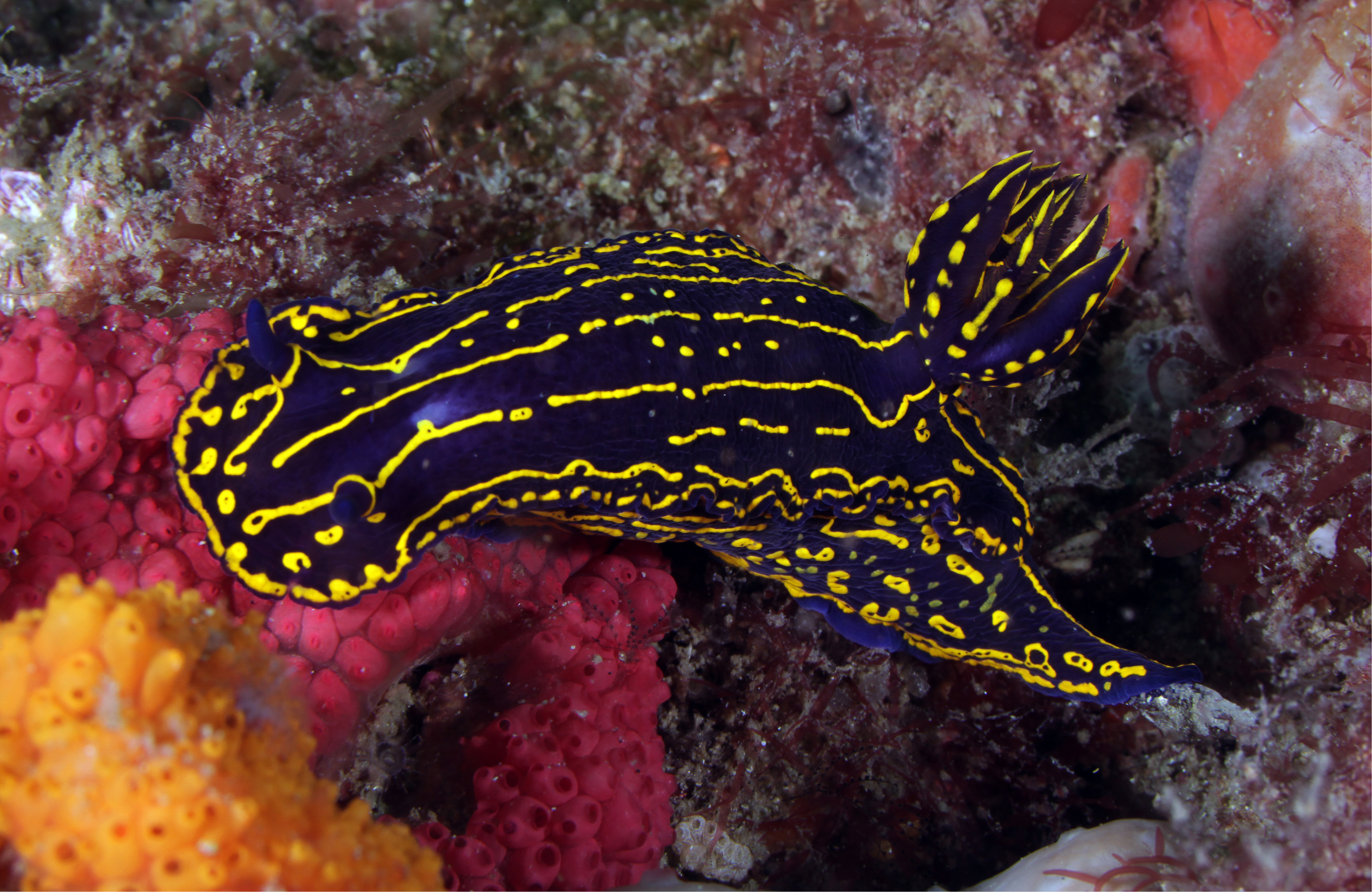
Felimare picta

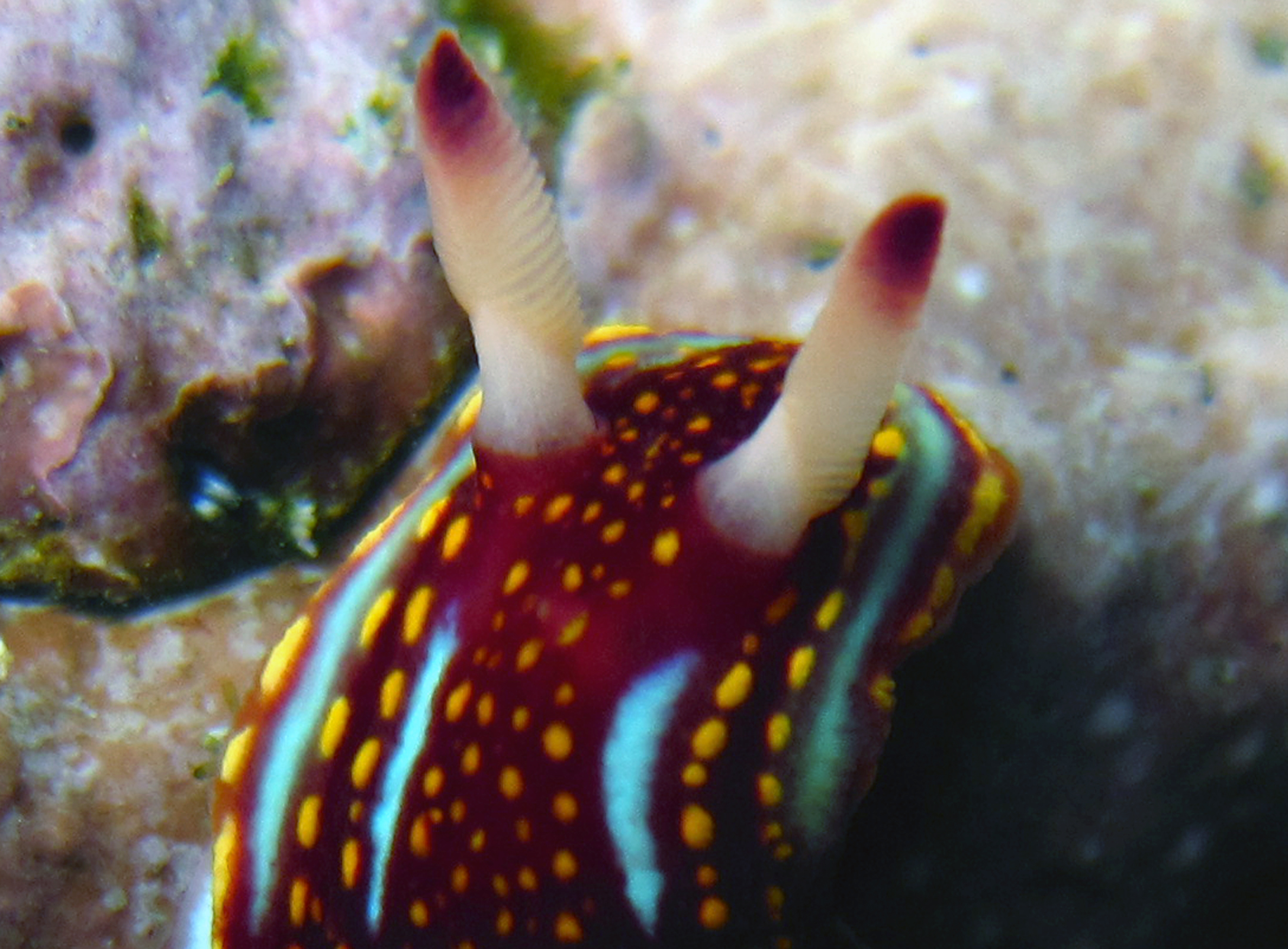
Vista de rinóforos de Felimida sphoni

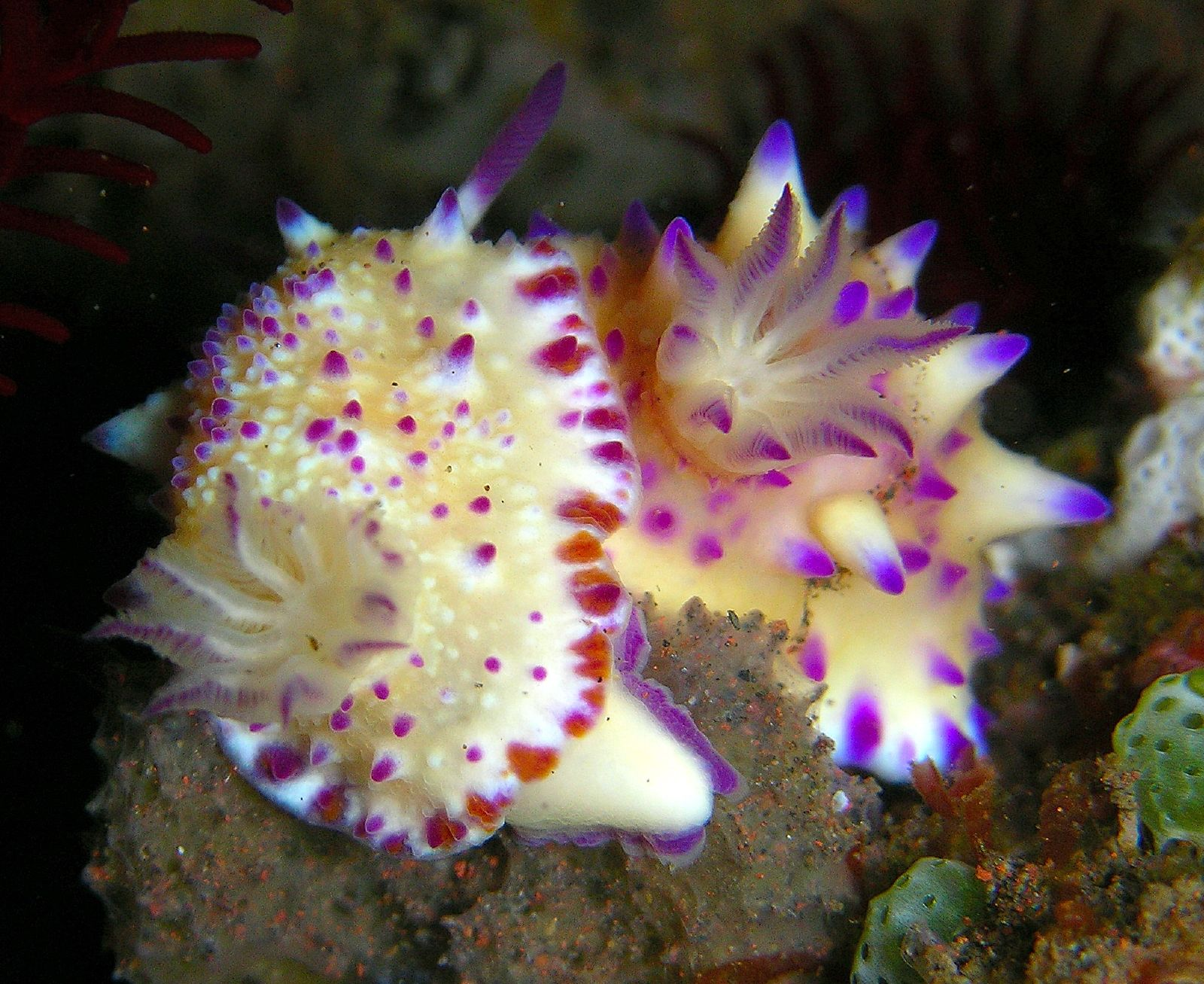
Pareja de Mexichromis multituberculata copulando

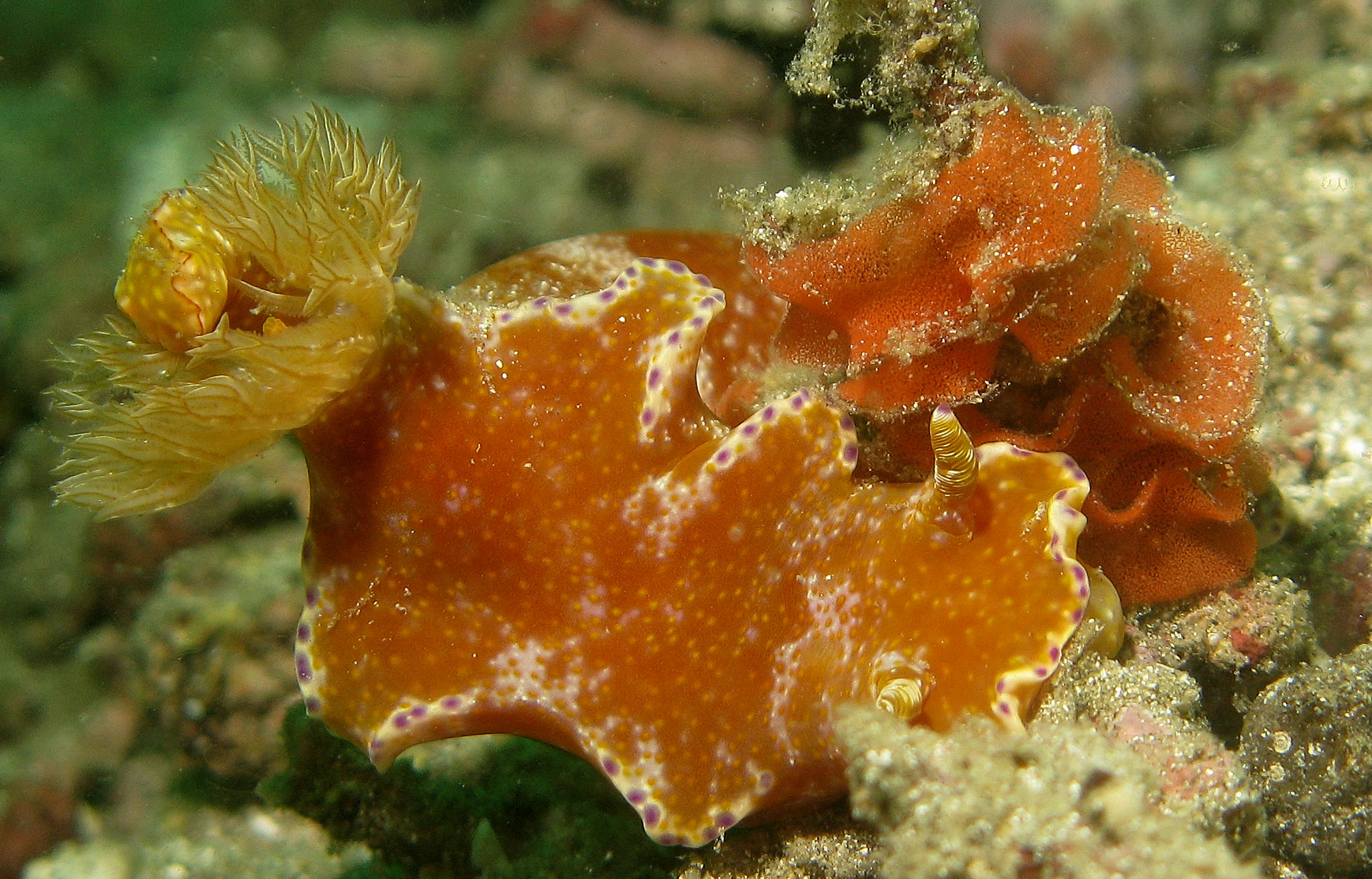
Ceratosoma tenue realizando una puesta de huevos

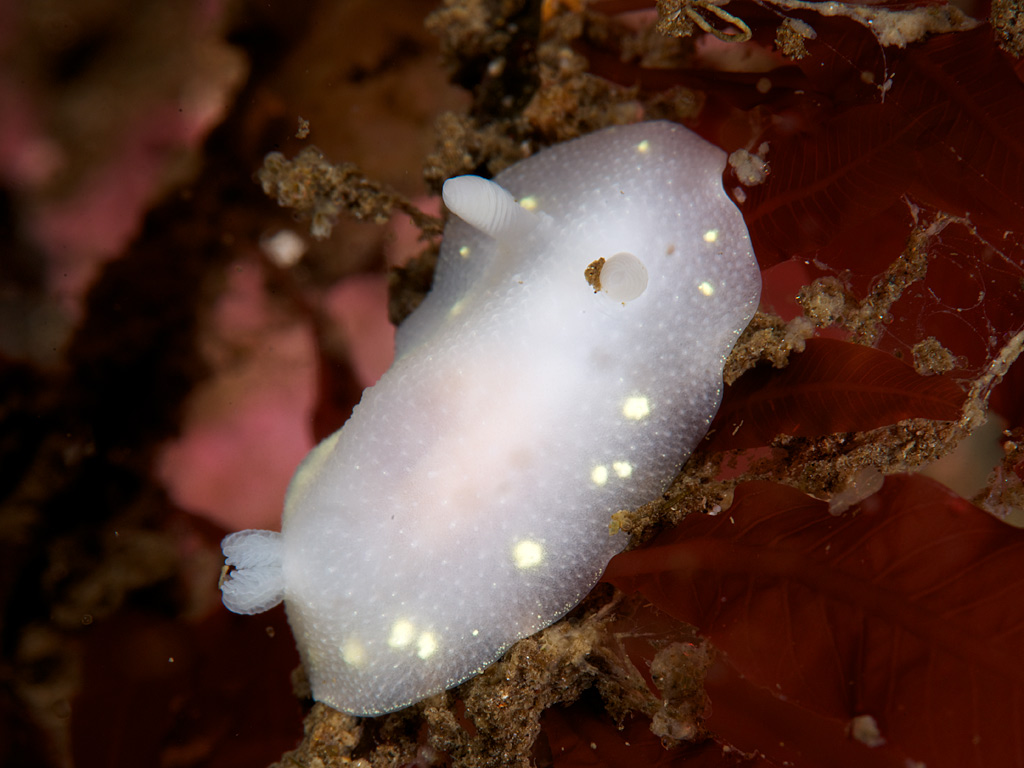
Cadlina laevis

Los nudibranquios (Nudibranchia), conocidos como babosas marinas, constituyen un orden de moluscos de la clase de los gasterópodos y de la subclase de los  opistobranquios.
Otras babosas de la subclase de los opistobranquios tienen concha reducida y delgada que puede ser externa o interna. 
Los nudibranquios, por el contrario, carecen por completo de esa estructura, al igual que de opérculo. La cabeza de un nudibranquio puede presentar un rinóforo o dos. La cabeza también puede presentar tentáculos: estructuras encargadas de reconocer el terreno por el cual se desplaza la babosa; se piensa que, en algunos casos, los tentáculos de los nudibranquios también tienen la capacidad de captar olores, al igual que los rinóforos. La cavidad del manto está reducida en este grupo de animales. Son organismos bentónicos y en su gran mayoría marinos. Sin embargo, hay algunas especies de babosas que son dulceacuícolas.

## Reproducción
Se caracterizan por ser hermafroditas. Esto quiere decir que los organismos no se distinguen entre macho y hembra, y cualquiera tiene la capacidad de almacenar o recibir esperma para fecundar los huevos. Aunque sean hermafroditas, la fertilización siempre es cruzada, evitando la autofecundación. Para que se lleve a cabo la oviposición, de un tiempo de duración de 2 a 6 horas, es necesario que los huevos estén fecundados. Los huevos están cubiertos por una masa gelatinosa que los protege de la depredadación.

## Desarrollo posterior a la oviposición
Durante el desarrollo dentro del huevo, se dan el proceso de clivaje, la gastrulación y el desarrollo temprano de la larva velígera, el cual es común en todos los nudibranquios doridáceos: este grupo de nudibranquios se caracteriza por la presencia de rinóforos en la parte dorsal y branquias ramificadas en la parte posterior del cuerpo.
Una semana después de la oviposición, el huevo se encuentra en proceso de clivaje; estadio de ocho células. Posteriormente al quinto día, ya se presencia el desarrollo de la gastrulación con posterior aparición (día 9) del velo, la boca, el pie, la concha y los estatocistos. A los 15 o 16 días después de la oviposición, los huevos fecundados y desarrollados eclosionan y dan origen a la larva velígera, de hábitat planctónico. Esta larva no es selectiva para el alimento, y posee una concha para su protección que desaparece durante el proceso de metamorfosis.
Tras ese estadio, el organismo pasa a la etapa adulta, en la que cambian su constitución y sus hábitos de vida: se convierte en una babosa bentónica.
Las etapas involucradas en este proceso son:
- Pigmentación de células digestivas (4-6 días).

- Aparición de los ojos (día 18) y del corazón (día 26-28),

- Retracción del manto y aparición del propodio o porción anterior del pie en todos los moluscos (día 30).[4]

- Desarrollo final del pie y aparición de los rinóforos (días 31-32).

Después de 35-40 días es el momento en que la larva está en condiciones de llevar a cabo la metamorfosis; si es en acuario, con ambiente y suplemento de sustrato adecuados.
Sin embargo, existen algunos nudibranquios, como la especie Cadlina laevis (Doridoidea: Cadlinidae: Cadlina) que presentan desarrollo directo. Esto quiere decir que no pasan por estadio larval seguido de metamorfosis, sino que, 50 días después de la oviposición, surge del huevo fecundado un organismo pequeño que se asemeja al adulto en su constitución. La etapa de larva velígera se desarrolla dentro del huevo, a diferencia de lo que ocurre en los casos de otros opistobranquios.   
Adicionalmente, en la subclase Opisthobranchia se pueden encontrar tres tipos de desarrollo:
- Organismos que presentan larva velígera planctónica: este es el tipo de desarrollo que predomina en el orden Nudibranchia.

- Organismos de estadio larvario lecitotrófico: estas especies se caracterizan por el reducido tamaño de sus huevos.

- Organismos con desarrollo directo, sin estadio larvario.